# 유현숙
유현숙(10월 16일-)은 대한민국의 만화가이다. 1997년 《Dream》로 만화계에 데뷔, 학산문화사의 파티 (잡지)에서 연재를 하였으며, 그녀의 대표작은 《연애 다이어리》,《러브 미》, 《새나에게 사랑을!!》작품이 있다.
《새나에게 사랑을!!》을 마지막으로 2011년 6월부터는 Daum 만화속세상에서 웹툰작가로 활동중이다  
[2011년 6월21일-2013년 2월4일] 《나는 매일 그를 훔쳐본다》 완결 
[2013년 3월16일-2015년 2월10일] 《호구의 사랑》을 완결. 
웹툰《나는 매일 그를 훔쳐본다》를 tvn에서 이웃집 꽃미남이라는 타이틀로 2013년 1월 7일부터 그해 2월 26일까지 드라마로 방영,
웹툰 호구의 사랑은 같은 제목으로 동일 방송사에서 2015년 2월 9일부터 같은 해 3월 31일까지 드라마로 제작, 방영되었다.
[2015년 3월 24일-2015년 5월 24일 Daum 웹툰 《우리 집에 사는 남자》를 완결.
[2017년 4월 25일- ] Daum 웹툰에서 《오만상과 편견》을 연재중이다.